# Пярлійие
Пярлійие (ест. Pärlijõe) — село в Естонії, входить до складу волості Риуге, повіту Вирумаа.